# Norbanus cerasiops
Norbanus cerasiops é uma espécie de insetos himenópteros, mais especificamente de vespas parasíticas pertencente à família Pteromalidae.
A autoridade científica da espécie é Masi, tendo sido descrita no ano de 1922.
Trata-se de uma espécie presente no território português.